# Élection à la direction du Parti travailliste britannique de 1960
L'élection à la direction du Parti travailliste de 1960 a eu lieu en 1960 pour élire le chef du Parti travailliste. Lors des élections générales de 1959, le parti travailliste est battu. Hugh Gaitskell tente de moderniser son parti notamment en réécrivant la Clause IV de la constitution du parti sur le programme de nationalisation car il pense que l'opinion est contre et que c'est en raison de cette position que le parti a perdu lors du dernier scrutin. Cependant, il doit reculer face à l'opposition de l'aile gauche du parti et des principaux syndicats. Aussi, il est contesté sur sa position sur les armes nucléaires alors que l'idée d'un désarmement nucléaire gagne en popularité. Le chef du parti, membre de l'aile droite, est donc contesté et une élection se tient malgré la non-vacance de la fonction. 
Hugh Gaitskell est reconduit à la tête du parti face à Harold Wilson, ancien bevaniste. 

## Candidats
| Nom | Nom            | Mandat(s)                                                              |
| --- | -------------- | ---------------------------------------------------------------------- |
|     | Hugh Gaitskell | Chef du parti Ancien chancelier de l'échiquier Député pour Leeds South |
|     | Harold Wilson  | Ancien Secrétaire au Commerce extérieur Député pour Huyton             |

## Résultats
|               | Hugh Gaitskell | 166  | 67,2 |
| Harold Wilson | 81             | 32,8 |      |
| Total         | Total          | 247  | 100  |